# Istituto di ricerca delle Nazioni Unite sul disarmo
L'Istituto di ricerca delle Nazioni Unite sul disarmo (UNIDIR dall'inglese United Nations Institute for Disarmament Research) è un'agenzia indipendente delle Nazioni Unite creata nel 1980,  che si occupa di supervisionare e promuovere il disarmo (soprattutto il disarmo nucleare) dei paesi aderenti alle Nazioni Unite.

## Mandato
L'Unidir è nato in base alle disposizioni finali de la "Decima sessione speciale dell'Assemblea generale delle Nazioni Unite  sul disarmo" del 1978. L'agenzia presenta ogni anno un rapporto sul suo lavoro all'Assemblea generale.
L'attività dell'organizzazione si basa sostanzialmente in 5 punti:
- fornire alla comunità internazionale dati certi sugli armamenti, sui tipi di armamenti in dotazione ai vari paesi e sul disarmo(specie quello nucleare) al fine di facilitare dei negoziati sul disarmo che possano rendere le nazioni più sicure con uno sviluppo economico e sociale più sicuro;
- promuovere la partecipazione di tutti gli stati nei programmi di disarmo;
- lavorare per creare dei negoziati per il disarmo, dissuadere i paesi dal dotarsi di armamenti atomici;
- lavorare in stretta collaborazione con l'AIEA per effettuare ricerche più approfondite sugli arsenali degli eserciti dei vari paesi, al fine di avere la sicurezza di aver sotto controllo il numero armi(specie nucleari) in possesso dei vari stati;
- verificare il rispetto degli impegni presi nel Trattato di non proliferazione nucleare e negli accordi START.

### Organizzazione
L'organizzazione è governata da un direttore esecutivo e da un consiglio di gestione di 21 membri nominati dal Segretario generale.
Attualmente il direttore dell'organizzazione è Renata Dwan.